# ネッツトヨタ青森
ネッツトヨタ青森株式会社（ネッツトヨタあおもり）は、青森県青森市に本社を置く、トヨタ社製乗用車を取り扱う自動車販売会社である。オリジナル色溢れた商品や地元に根ざしたサービスを提供している。

## 概要
青森県内全域においてネッツ店を展開している。
2004年に旧・トヨタビスタ店がネッツ店に統合されたが、青森県内ではトヨタ小野グループ系列の当社と塚原グループ系列のネッツトヨタみちのく（旧・トヨタビスタ青森）の統合は行わず、両社が共存している。
現在では同じトヨタ小野グループの青森トヨタ自動車と店舗網を統合し、トヨタツインプラザとして営業を行なっている。

## 沿革
- 1968年2月 - トヨタオート青森として設立。
- 1998年8月 - （第1期）ネッツ店へのチャンネル名変更に伴い、ネッツトヨタ青森に商号変更。

## 拠点
- 本社・ツインプラザ青森本店／青森市合浦2-19-30
- ツインプラザ青森中央店／青森市東大野2-4-1
- ツインプラザ青森西店／青森市新城字福田265-12
- ツインプラザ弘前店／弘前市堅田2-2-1
- ツインプラザ弘前城東店／弘前市早稲田4-4-4
- ツインプラザ五所川原店／五所川原市栄町43-10
- ツインプラザ八戸店／八戸市尻内町島田8-4
- ツインプラザ城下店／八戸市城下3-13-9
- ツインプラザ桜ヶ丘店／八戸市大久保字小久保尻17-16
- ツインプラザ十和田店／十和田市洞内字井戸頭144-131
- ツインプラザ三沢店／三沢市松原町2-31-2570
- ツインプラザむつ店／むつ市金曲2-2-20

## 関連会社
- トヨタ小野グループ
  - 青森トヨタ自動車
  - 青森トヨペット
  - トヨタレンタリース青森
  - トヨタL&F青森

## 青森県内の他のトヨタ車販売店
トヨタ小野グループ系
- 青森トヨタ自動車（トヨタ店）
- 青森トヨペット（トヨペット店）

塚原グループ系
- トヨタカローラ八戸（トヨタカローラ店）
- ネッツトヨタみちのく（ネッツ店：旧トヨタビスタ青森）

地場資本
- トヨタカローラ青森（トヨタカローラ店）